# Dawson (månekrater)
 For byen, se Dawson.
Dawson er et nedslagskrater på Månen. Det befinder sig på den sydlige halvkugle på Månens bagside og er opkaldt efter den argentinske astronom Bernhard H. Dawson (1890 – 1960).
Navnet blev officielt tildelt af den Internationale Astronomiske Union (IAU) i 1970. 

## Omgivelser
Dawsonkrateret ligger over et tredobbelt krater: Dets sydøstlige rand trænger ind i Alekhinkrateret, den nordvestlige rand trænger ind i det større satellitkrater "Dawson V", og den nordøstlige rand er forbundet med det tilsvarende store "Dawson D". Syd for denne formation ligger det store Zeemankrater. Vest for Dawson ligger Crommelinkrateret, og nord for ligger Fizeaukrateret.

## Karakteristika
Dette krater er forholdsvis ungt og ligger midt i et område med gamle, stærkt eroderede kratere. Dets ydre rand er næsten cirkulær, men en anelse forvredet på grund af de kratere, den overlapper. Den vestlige rand er let fladtrykt, hvor den ligger over "Dawson V". Ellers viser krateret meget få tegn på nedslidning, og der ligger kun et småkrater over den nordvestlige rand og et andet indenfor den nordøstlige rand. Kraterets indre er irregulært med nogle lette terrasser langs dele af kratervæggen.

## Satellitkratere
De kratere, som kaldes satellitter, er små kratere beliggende i eller nær hovedkrateret. Deres dannelse er sædvanligvis sket uafhængigt af dette, men de får samme navn som hovedkrateret med tilføjelse af et stort bogstav. På kort over Månen er det en konvention at identificere dem ved at placere dette bogstav på den side af satellitkraterets midte, som ligger nærmest hovedkrateret. Dawsonkrateret har følgende satellitkratere:
| Dawson | Længde  | Bredde   | Diameter |
| ------ | ------- | -------- | -------- |
| D      | 66,6° S | 131,7° V | 39 km    |
| V      | 66,6° S | 137,0° V | 58 km    |